# Le Pacha (série télévisée d'animation)
Pour les articles homonymes, voir Pacha.
Le Pacha (Top Cat) est une série télévisée d'animation américaine en 30 épisodes de 25 minutes, créée par Joseph Barbera et William Hanna et diffusée entre le 27 septembre 1961 et le 18 avril 1962 sur le réseau ABC.
Doublée au Québec, la série a été diffusée sous le titre Pachat à partir du 20 septembre 1980 à la Télévision de Radio-Canada, puis rediffusée à partir du 19 mars 1983 sous le titre Pacha sur cette même chaîne. En France, elle a été diffusée sur TF1, Antenne 2, Cartoon Network du 26 septembre 1998 au 7 mars 2003 et Boomerang du 23 avril 2003 au 9 mars 2008.

## Synopsis
Pacha (« Top Cat » ou T.C. en version originale) est le chef d'une bande de chats de ruelle, qui cherche toujours à tromper quelqu'un. Cette bande est composée des chats de gouttière suivants : le « Pacha » (le chef, un chat jaune en costume et chapeau violet, toujours plein d'assurance et de plans pour faire fortune) ; Chouchou (nom d'origine : Choo-Choo), un chat rose en pull blanc, fidèle second toujours à l'écoute ; Bidule « la boule » (nom d'origine : Benny the Ball), chaton bleu un peu lent mais toujours en admiration devant le Pacha ; Firlut et Bezig (Fancy-Fancy et Spook) ; « P'tite tête » (nom d'origine : Brain), chat roux pas très futé, voire plutôt niais. Leur « némésis » est un policier, l'agent Crampon (nom d'origine : Charlie Dibble), qui garde toujours un œil sur eux et en particulier sur le Pacha afin de déjouer (en vain) leurs combines. Bien loin d'inquiéter réellement le Pacha, ce dernier prend un malin plaisir à se moquer de l'agent de police par des allusions ou même en déformant son nom (comme « Agent crapule », ou même « crapaud »...) et à le narguer à chaque réussite (provisoire) de son plan, jusqu'à ce que tout s'écroule et que l'agent se lance à leur trousse pour les arrêter comme généralement en fin d'épisode. L'agent Crampon, lui, ne redoute que les réprimandes de son chef le commissaire à chaque fois que le téléphone public situé dans la ruelle se met à sonner.

## Fiche technique
- Titre original : Top Cat
- Titre québécois Pachat puis Pacha
- Titre français : Le Pacha
- Réalisateur : William Hanna, Joseph Barbera
- Scénaristes : Kin Platt
- Musique : Hoyt Curtin
- Sociétés de production : Hanna-Barbera
- Pays d'origine : États-Unis
- Langue : anglais
- Nombre d'épisodes : 30 (1 saison)
- Durée : 25 minutes
- Dates de première diffusion :
  -  États-Unis : 27 septembre 1961 sur ABC

## Distribution

### Voix originales
- Arnold Stang : Le Pacha
- Maurice Gosfield : Benny
- Allen Jenkins : Policier Crampon
- Marvin Kaplan : Choo-Choo
- Leo De Lyon : Spook
- John Stephenson : Fancy-Fancy

### Voix françaises
- Luc Durand : Le Pacha
- Ronald France : Policier Crampon

 Source et légende : version québécoise (VQ) sur Doublage.qc.ca

## Épisodes
1. Tous à Hawaii ! (Hawaii Here We Come)
2. La Grande Maharajah (Maharajah of Pookajee)
3. Le Jazz infernal (All That Jazz)
4. Jour de la course (The $1,000,000 Derby)
5. Le Joueur de violon (The Violin Player)
6. L’Héritage (The Missing Heir)
7. Pacha tombe amoureux (Top Cat Falls In Love)
8. La Visite de maman (A Visit From Mother)
9. Un film réaliste (Naked Town)
10. Sergent Pacha (Sergeant Top Cat)
11. Amour dangereux (Choo-Choo's Romance)
12. Les Imprécis (The Unscratchables)
13. Le Gang (Rafeefleas)
14. Le Magnat (The Tycoon)
15. Un hiver long et chaud (The Long Hot Winter)
16. Le Fourmilier (The Case of the Absent Anteater)
17. L’Esprit du bébé (T.C. Minds the Baby)
18. Amendes de tempête (Farewell, Mr. Dibble)
19. La Grande Tour (The Grand Tour)
20. L'Escroquerie d'or (The Golden Fleecing)
21. Le Singe de l'espace (Space Monkey)
22. La Fin de Pacha (The Late T.C.)
23. L'Anniversaire de Crampon (Dibble's Birthday)
24. Chouchou devient fou (Choo-Choo Goes Ga-Ga)
25. Roi pour un jour (King for a Day)
26. Les Escrocs (The Con Men)
27. Nouveau record pour Crampon (Dibble Breaks the Record)
28. Difficulté musicale (Dibble Sings Again)
29. La Forêt (Griswald)
30. Le Double de Crampon (Dibble's Double)